# C'est pas moi, c'est l'autre (film, 2004)
Pour le film de 1962, voir C'est pas moi, c'est l'autre (film, 1962).
Pour plus de détails, voir Fiche technique et Distribution.
C'est pas moi, c'est l'autre est un film franco-britannico-canadien réalisé par Alain Zaloum, sorti en 2004.

## Fiche technique
- Titre : C'est pas moi, c'est l'autre
- Réalisation : Alain Zaloum
- Scénario : Vince Di Clemente, Luis Furtado, Fred de Fooko
- Photographie : Eric Moynier
- Montage : Richard Comeau
- Musique : Andy Bush, Dave Gale
- Producteur : David Blake, Hélène Boulay, Lynda Cope, Fred de Fooko, Vince Di Clemente, Paul E. Painter, Chuck Smiley
- Pays d'origine :  Canada,  France,  Royaume-Uni
- Langue originale : français
- Genre : comédie
- Durée : 90 minutes

## Distribution
- Roy Dupuis : Vincent Papineau / Claude Laurin
- Anémone : Carlotta Luciani
- Michel Muller : Marius
- Lucie Laurier :  Lucie
- Alan Shearman : Greene
- Luck Mervil : Dieudonné
- Benoît Brière : Michel Van Der Loo
- Ghyslain Tremblay : Le fidèle suicidaire
- Raymond Cloutier : Lévesque
- Caroline Néron : Laurence